# 台灣光子源

臺灣光子源同步加速器（圖中）

24°46′57.13″N 120°59′34.93″E / 24.7825361°N 120.9930361°E
台灣光子源（英語：Taiwan Photon Source；），是一座位於台灣新竹科學園區的第三代同步輻射加速器光源實驗設施，由國家同步輻射研究中心興建與營運。是台灣首次自行設計、建造的第二座同步加速器。這個計劃由中研院院士陳建德於2004年提出，於2010年開始興建，2014年落成啟用。2015年1月試俥時，其發出的光源亮度強度為世界最高，獲得包括《科學》（Science）等期刊的報導。

## 計劃內容

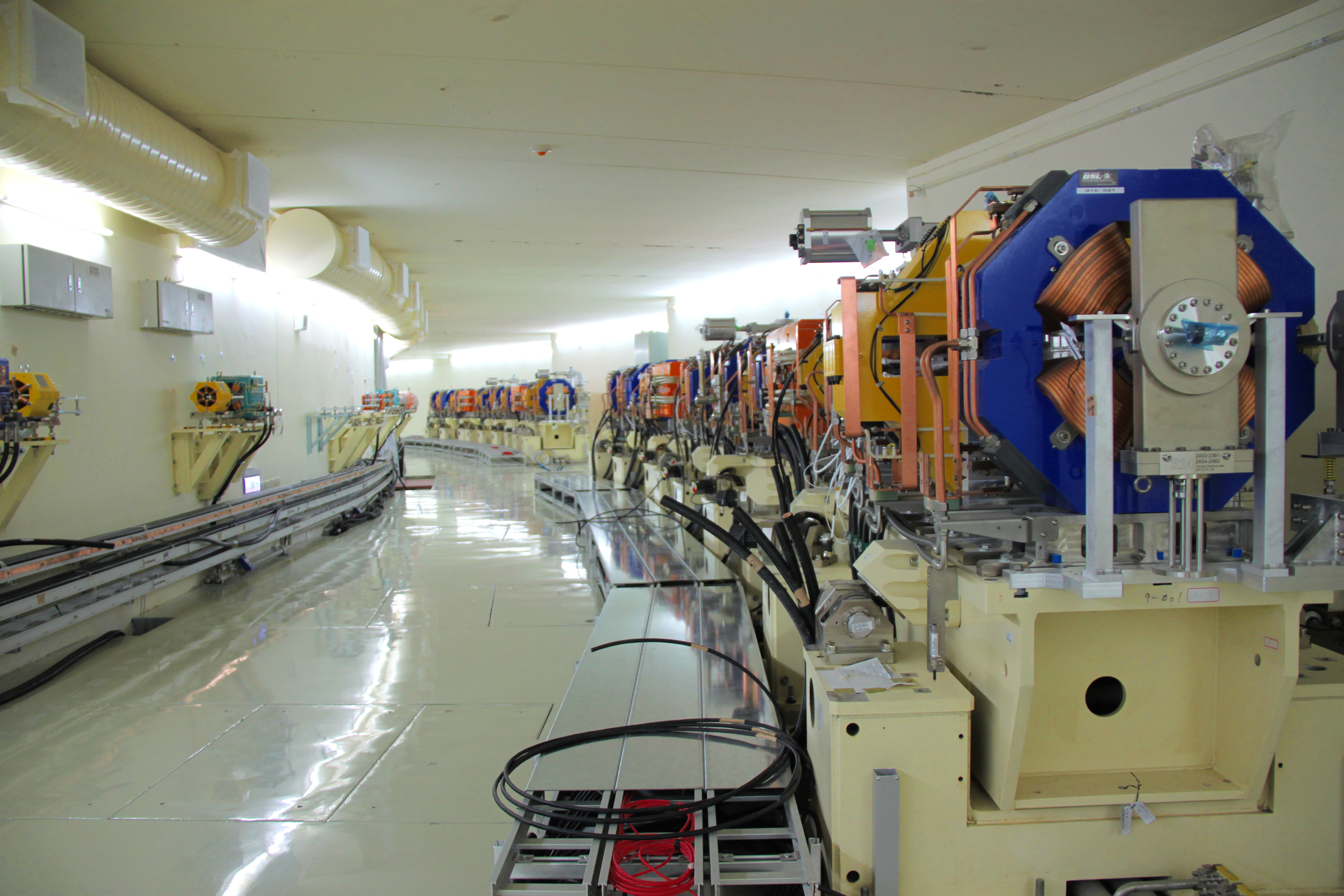
台灣光子源加速器內部通道

周長 518.4 m 的3 GeV主存儲環有7個週期。有14個7或12米長的直線間隙，用於安裝輻射裝置：週期為22至48毫米的聚頻磁鐵(波蕩器)。從周長為496.8米、重複頻率為 3 Hz 的全能同步加速器助推器補足注入。助推器由 150 MeV直線加速器填充。

## 歷史
1992年，台灣委託國際團隊，建立第一座同步輻射加速器「台灣光源」（Taiwan Light Source；TLS）。
2004年，因台灣光源發出的光度不足，物理學者希望建立能量更高的加速器。中研院院士陳建德提出台灣自行建造同步輻射加速器的構想，並提交行政院。
2007年，行政院通過台灣光子源興建預算共新台幣70億元，陳建德擔任計劃總負責人。2010年動工，2014年完成測試通過。
2015年5月，因科技部刪減台灣光子源計劃運轉預算，台灣光子源無法如期正式運轉。
2016年9月19日，台灣光子源正式啟用。
2021年5月24日，受到2021年臺灣旱災缺水危機而暫停運行一週。

## 外部連結
- 〈世界最亮台灣光子源 是台灣之光嗎？〉 （页面存档备份，存于）